# Фрассінелло-Монферрато
Фрассінелло-Монферрато (італ. Frassinello Monferrato, п'єм. Frassiné Monfrà) — муніципалітет в Італії, у регіоні П'ємонт,  провінція Алессандрія.
Фрассінелло-Монферрато розташоване на відстані близько 480 км на північний захід від Рима, 55 км на схід від Турина, 23 км на північний захід від Алессандрії.
Населення — 516 осіб (2014).
Щорічний фестиваль відбувається 4 травня. Покровитель — San Spiridione.

## Демографія
Населення за роками:

Станом на 1 січня 2023 року в муніципалітеті офіційно проживало 26 іноземців з 8 країн, серед них 7 громадян країн Євросоюзу та 3 громадяни України.

## Сусідні муніципалітети
- Каманья-Монферрато
- Челла-Монте
- Олівола
- Оттільйо
- Розіньяно-Монферрато
- Віньяле-Монферрато